# Brigade de fusiliers (Armée rouge)
Une brigade de fusiliers (russe : стрелковая бригада) est un type d'unité d'infanterie de l'Armée rouge. Créées dans la guerre civile russe et abandonnées en 1922, elles sont recréées pendant la Seconde Guerre mondiale après les lourdes pertes soviétiques face à l'invasion allemande, comme unités plus faciles à organiser que les divisions de fusiliers (ru). Après-guerre, la plupart des brigades de fusiliers de la Seconde Guerre mondiale sont dissoutes mais de nouvelles brigades sont créées à partir de divisions. Les dernières brigades de fusiliers sont dissoutes en 1960.

## Historique

### Guerre civile russe
À partir de 1919, les divisions de fusiliers de l'Armée rouge sont en général divisées en trois brigades de fusiliers. Cette division est abandonnée en 1922.

### Seconde Guerre mondiale
Les brigades de fusiliers réapparaissent en 1941. Quelques brigades, souvent spécialisées, sont formées en juin et juillet 1941 mais ces unités sont anecdotiques,. Tandis que l'Armée rouge perd 154 divisions de fusiliers pendant les six premiers mois de la guerre, elle forme entre août et novembre, 148 divisions et 88 brigades de fusiliers, dont 55 brigades formées pendant le seul mois d'octobre 1941 en prévision de bataille de Moscou. Beaucoup des brigades formées après août 1941 le sont avec des marins disponibles dans les ports de la Marine soviétique, et forment des brigades de fusiliers marins,.
Souvent, les brigades disparaissent pour former des divisions de fusiliers, soit par assemblage de deux brigades, soit par renforcement d'une unique brigade. Le 1er juin 1944, l'ordre de bataille de l'Armée rouge ne compte plus que dix-sept brigades de fusiliers indépendantes.

### Après 1945
Après-guerre, toutes les brigades de fusiliers de la Seconde Guerre mondiale sont dissoutes, sauf les 2e, 5e, 31e (ru), 32e (ru), 72e (ru), 89e et 113e, mais 76 nouvelles brigades sont créées à partir de divisions. Entre 1947 et 1953, ces brigades sont dissoutes ou re-transformées en divisions. Les dernières brigades de fusiliers sont dissoutes en 1960.